# Microhyla butleri
Microhyla butleri е вид жаба от семейство Тесноусти жаби (Microhylidae). Видът не е застрашен от изчезване.

## Разпространение
Разпространен е във Виетнам, Камбоджа, Китай, Лаос, Малайзия, Мианмар, Провинции в КНР, Сингапур, Тайван, Тайланд и Хонконг.

## Описание
Популацията на вида е стабилна.